# 学校法人花園学園
学校法人 花園学園（がっこうほうじん はなぞのがくえん）は、京都府京都市に本部を置く臨済宗妙心寺派の運営する学校法人。花園大学などを運営する。
理事長は同派宗務総長が兼任する。

## 沿革
- 1872年（明治5年） - 臨済宗各派連合により、妙心寺境内に学寮「般若林」（3年制）が設立される[1]。
- 1874年（明治7年） - 東京に 臨済宗各派・黄檗宗連合による「連合総黌」を設置[2][注釈 1]
- 1879年（明治12年） - 連合総黌を京都に移転[1][2]。
- 1883年（明治16年） - 妙心寺派、連合より離脱[1][2]。妙心寺に大衆寮（3年制）を設置[1][2][注釈 2]。
- 1886年（明治19年） - 大衆寮を普通大教校（3年制）と改称[1][2]。
- 1894年（明治27年） - 普通大教校を普通学林と改称、普通学林尋常部（4年制）・高等部（2年制）とする[1][2][注釈 3]。高等部は京都と岐阜に設置[2]。
- 1898年（明治31年） 
  - 京都と岐阜の普通学林を合併[2]。
  - 京都市右京区花園木辻北町（花園中・高の現在地）に校舎と寄宿舎（雪江寮）を新築し移転[2][3]。
- 1903年（明治36年） - 普通学林を花園学林と改称[1][2]。
- 1907年（明治40年） - 花園学林を花園学院と改称[2]。中等部（5年制）・高等部（3年制）を設置[1][3]。
- 1909年（明治42年） - 財団法人妙心寺派教学財団を設置[1]。
- 1911年（明治44年） - 花園学院高等部が独立、臨済宗大学（4年制）と改称[1][2]。
- 1919年（大正8年） - 花園学院、私立花園中学校と改称[3]
- 1925年（大正14年） - 私立花園中学校を組織変更、中学校令に基づく花園中学校に改称[3]。
- 1934年（昭和9年）
  - 臨済宗大学、臨済学院専門学校（3年制）と改称[1][2]。
  - 花園中学校を廃止、臨済学院中学部（予科1年、本科3年）・専修部1年を創設[3]。
- 1943年（昭和18年） - 臨済学院中学部、5年制とするとともに、宗門子弟以外の一般生徒の入学を許可する方針をとる[3]。
- 1948年（昭和23年） - 学制改革により、臨済宗学院中学部を改制し花園高等学校を設置[1][3]。
- 1949年（昭和24年） - 臨済学院専門学校、花園大学（4年制）となる[1][2]。
- 1951年（昭和26年） - 財団法人妙心寺派教学財団、学校法人妙心寺派教学団に組織変更[1]。
- 1966年（昭和41年） - 法人名を妙心寺派教学団から花園学園に改称[1]。
- 1977年（昭和52年） - 花園大学、京都市中京区西ノ京の現在地に総合移転[1][2]。
- 1981年（昭和56年） - 洛西花園幼稚園を設置[1]。
- 2003年（平成15年） - 花園中学校を設置[1]。

## 設置している大学、学校
- 花園大学
- 花園中学校・高等学校
- 洛西花園幼稚園

## 所在地
京都府京都市中京区西ノ京壺ノ内町8-1